# Athetis soudanensis
Athetis soudanensis là một loài bướm đêm trong họ Noctuidae.